# (Love Is) Thicker Than Water
"(Love Is) Thicker Than Water" es una canción interpretada por Andy Gibb lanzada en septiembre de 1977 como el segundo y último sencillo de su álbum Flowing Rivers. La canción fue el segundo sencillo que estuvo en el Billboard Hot 100. Estuvo escrito principalmente por Barry Gibb con ayuda de Andy Gibb. El lado B de la canción es ''Words and Music'' en los Estados Unidos, pero en Reino Unido fue ''Flowing Rivers''. Es un disco de oro.
La revista Billboard describe la canción como ''una balada de medio tempo que cambia el ritmo de la voz exuberante mente romántica y suave de [Andy] Gibb a un impulso instrumental subido de velocidad. Mucha melodía y otro gancho pegadizo.''

## Escritura y grabación
"(Love Is) Thicker Than Water" estuvo escrita originalmente por Barry Gibb en Bermudas solo con Andy Gibb acreditado como coescritor en el último. Andy Gibb más tarde reveló escribir una canción con Barry:
 

Hice una canción con Barry, 'Thicker Than Water', que pensé que era buena ", explica Gibb, a pesar de que dice en los créditos 'B. & A. Gibb ', es realmente la canción de Barry, es muy difícil escribir con Barry, pero él dijo: Ayúdame a pensar en un gran título. Ese fue un período en el que Barry pensó primero en los títulos y vio cómo lo inspirarían a escribir una canción. Le dije: ¿Qué tal más grueso que el agua?. Yo dije El amor es solo más espeso que el agua, dijo ¡Eso es genial! y luego se le ocurrió El amor es más alto que una montaña' y continuó desde allí, pero el título fue totalmente mi idea.

"(Love Is) Thicker Than Water" se grabó en octubre de 1976 en los Criteria Studios en Miami, Florida, durante el mismo tiempo que su canción "I Just Want to Be Your Everything".  En las dos pistas, Joe Walsh de Eagles guitarra tocaba la guitarra. La canción estuvo certificada como disco de oro en los Estados Unidos el 16 de febrero de 1978 cuando Robert Stigwood  presentó a Gibb con su primer registro de oro en el Roxy en Los Ángeles.

## Predecesores
Como evidencia de la dominación de las listas estadounidenses de los hermanos Gibb en 1978, en la cima del Hot 100 del 4 de marzo de 1978, «Stayin 'Alive» de los Bee Gees fue desplazado por esta canción, que a su vez fue desplazada dos semanas después por «Night Fever» de los Bee Gees, que a su vez fue desplazada ocho semanas después por «If I Can´t Have You» de Yvonne Elliman. Como Barry Gibb participó en la escritura de estas cuatro canciones, se convirtió en la única persona en la historia en escribir cuatro singles consecutivos número uno en Estados Unidos, una hazaña sin igual hasta el día de hoy. La canción fue lanzada en febrero de 1978 en Países Bajos.
El 7 de octubre de 1977 Andy Gibb interpretó la canción, y «I Just Want To Be Your Everything», en The Midnight Special.

## Gráfico de posiciones del sencillo
| Lista (1977-1978)               | Posición |
| ------------------------------- | -------- |
| Australia (Kent Music Report)   | 13       |
| Canada (RPM) Top Singles        | 2        |
| Canada (RPM) Adult Contemporary | 1        |
| New Zealand (Recorded Music NZ) | 25       |
| US Billboard Hot 100            | 1        |
| US Billboard Easy Listening     | 18       |
| US Cash Box Top 100             | 1        |
| US Radio & Records              | 3        |
| US Record World                 | 1        |

| Listas (1978)               | Posición |
| --------------------------- | -------- |
| Australia                   | 88       |
| Canada (RPM) Top Singles    | 11       |
| US Billboard Hot 100        | 8        |
| US Billboard Easy Listening | 31       |
| US Cash Box                 | 50       |

| Lista (1958-2018)    | Posición |
| -------------------- | -------- |
| US Billboard Hot 100 | 281      |